# 辦公室政治
辦公室政治（Workplace politics）是一種政治行為，出現於辦公室及職場內的人事及利益的競爭。辦公室政治形成的原因通常是由於職員須要在有限資源的環境之下，為利於自身提升而產生的競爭與衝突，此外文化差異、組織內部之間的利益不平衡和利益衝突也可能導致辦公室政治。簡言之，辦公室政治就是為了爭權奪利進行的種種算計。因辦公室政治而起的衝突又稱職場鬥爭或職場惡鬥等。
員工彼此的競爭常會導致辦公室政治。辦公室政治及伴隨而來的惡鬥非常常見、基本不可能避免；且雖說辦公室政治有時可能對一部分的個人有利，但就組織整體而言，辦公室政治百害而無一利，辦公室政治帶來的職場鬥爭等，是造成工作壓力、職業倦怠、破壞員工士氣與生產力的最大原因之一，甚至會導致一些人離職。絕大多數的人對辦公室政治深痛惡絕，人們也認為辦公室政治是種骯髒、醜惡的存在，並將之與欺騙、背刺、算計、散播八卦等行徑相關聯。此外，內部競爭也會讓人變得彼此猜忌、失去互信，甚而彼此算計。
一些看法認為在特定情境下，內部競爭必然是惡性的，像是Tom DeMarco的《怠惰：超越倦怠、忙碌工作，及完全效率的神話》（Slack: Getting Past Burnout, Busywork, and the Myth of Total Efficiency）一書就有段話說「在知識組織中，沒有『良性』競爭這回事，所有的內部競爭都具毀滅性。我們的工作，在本質上是不能由單一個人獨力完成的，知識工作定義上就是合作性的。」（There is no such thing as "healthy" competition within a knowledge organization; all internal competition is destructive. The nature of our work is that it cannot be done by any single person in isolation. Knowledge work is by definition collaborative.）

## 手段及現象

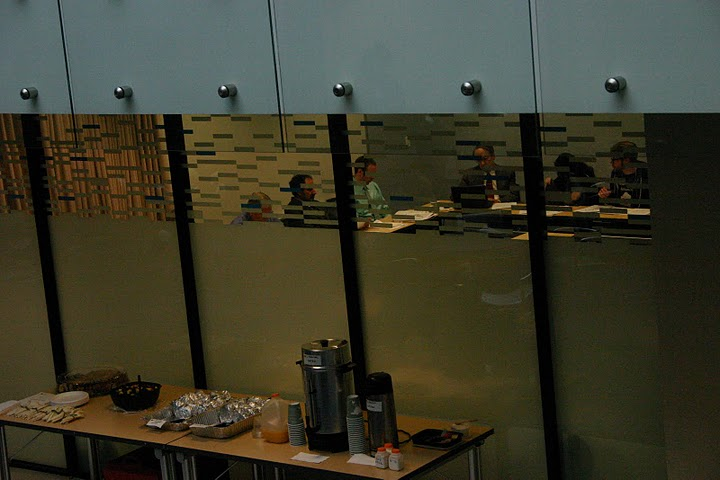
辦公室政治牽涉金錢利益，與校園中的人際關係相比更加複雜，處理不當的損失也更大。（於公司或個人皆是）

心理學家奧立佛·詹姆斯指出黑暗三角人格（馬基維利主義、自戀、心理病態）在理解辦公室政治的過程中扮演核心角色。然而不能認為所有耍心機搞辦公室政治的人都是黑暗三角人格特質強的人，或認為只有黑暗三角人格特質強的人才會主動挑起辦公室政治。
以下是辦公室政治常見的手段舉隅：
- 小圈子，因為利益、職級、性別、年齡、學歷、工作年資背景及意識形態之不同，分門分派。
- 抹黑：妖魔化、醜化對手，達至孤立對方，使之失去同事周邊支援，使之工作表現失佳，最後使之在組織內外失勢，甚至消失，下崗。一些人又稱劃鬼。
- 背刺他人：在別人背後說他壞話。[15]
- 散播謠言[15]
- 白色恐怖：目的是排除異己及內奸。
- 架空達至邊緣化對手：
  - 架空：組織開會，使對手不知情。企業有新方向，使對手又不了解。[15]
  - 權力架空：讓其他人以為某人不是負責某些關鍵的工作，使之權力真空化，白做一些不被讚賞、非有貢獻的工作。[16]

### 辦公室政治與辦公室八卦的關係
辦公室政治和辦公室八卦是有別的，搞辦公室政治的人其目的是要獲得優勢，而八卦可能是純粹的社交活動；然而，這兩者彼此有關。辦公室八卦常被一些人利用來控制資訊流，並藉此最大化個人利益。辦公室政治隱蔽的本質使這類八卦和公開八卦區別，因此對組織可造成更大的傷害。兩者都可讓同事彼此猜忌、懷疑彼此的動機，並因此創造出敵意職場環境。辦公室政治也可指稱同事彼此互動的方式，員工的互動可以是正向或負向的。（競爭或合作等等）

### 算計
一個位於辦公室政治根源的問題是操縱，也就所謂的算計。操縱可存在於任何關係中，在其中其中一方或多方的人士，會以間接手段以達成目的。在資源有限的工作場所中，很多人會注意到踩在他人頭上以成就自己目標的機會。像例如說若有一群人請求升遷，他們會期望說決定升遷的理由是個人努力。若其中有一人相信這樣會讓自己不利，那他就有可能用脅迫或運用自己的影響力等作法，使自己處在更有利的境地。在成為操縱對象的人開始彼此直接交談，或者在諸如財務結果等證據開始出現時，操縱者就會找出藉口做解釋並盤算如何開溜，而這是因為他們受到驅使以保持一切受控，以及保護自己不必面對自己行為真相受揭發的狀況所致。這可以運用影響力使他人不雇用強力候選人以防止自己的地位和權威因實力強的人而受減損的形式展現。像例如對於一個講求能力且高度專業性的職位，感覺受威脅的操縱者可能會以候選人缺乏行銷經驗等理由說服其他的投票者不要投給他，即使相關職位的責任不包含行銷也是如此。

### 心機
一個以更多細節分析辦公室政治的方式是將之看做一系列的「遊戲」。這些「遊戲」可以「遊戲類型」及報酬來描述與分析。像例如人際「遊戲」是同儕彼此間玩的「遊戲」，像例如在「報喜不報憂」的「遊戲」中，參與者會壓下壞消息，而報酬是不必面對惹人生氣的風險；領導「遊戲」是上司與下屬間玩的「遊戲」，像例如在「分而治之」的「遊戲」中，領導讓他的下屬彼此對抗，而報酬是無人威脅領導的權力基礎；而預算「遊戲」則是以組織的資源玩的「遊戲」，像例如在「保留實力」的「遊戲」中，談判者會爭取一個較低的銷售門檻，而報酬是更大的獎賞。

### 面對辦公室政治
絕大多數的人都對辦公室政治深痛惡絕，多數人對辦公室政治也僅僅是消極地被動參與，或盡一切努力迴避參與。跟人耍心機更是會對一個人的品德和誠信造成傷害。
一說指出，辦公室政治在一定程度上類似遊戲，一個如所有接觸類體育一般需要假定風險的遊戲，「玩這『遊戲』需要努力及對整體環境、參與者和規則的完全理解」、「整個情勢的動態應該總是決定對參與者及他們如何融入整體環境的重新檢視。」
在決定仰賴之前的狀況下得到的盟友時，必須小心；一旦情勢改變，就必須重新審視盟友。建立強大的盟友可最大化集體政治雷達的效率，並讓人得以在衝突爆發前得到警訊。在爆發衝突時，仰賴事實且以資料行動的人，在擴散政治衝突方面會較為順利。
總是為公司最大利益著想這點，可確保動機不受質疑。新奧爾良大學的L.A. Witt根據他的發現認為說如果上司讓下屬的價值與自己一致，那就可保護下屬免於辦公室政治的負面影響，並幫助他們提升績效。

### 角色
- 決策者：權力的最終來源者，幕後掌舵者，即老闆、中央。
- 親信圈：受上司或老闆重用的核心職員。此等人士會被其他職員所擁戴，形成以老闆親信為首的小圈子，其他職員從中獲得利益。
- 元老派：在組織中是年資長、薪酬水平和職級比較高的職員，已有的企業文化也是他們建立的。但是又被對立的新鮮人稱之為老餅、冗員、負資產，即是老闆的「黑五類」或俗稱老屎忽（old seafood）。
- 少壯派：在組織中是新加入的一批新鮮人，有新意念，企圖改革已有的企業文化，被視為爭權爭利爭地位的人物，即是老闆的「紅五類」。
- 中間派：立場模糊或左右奉迎不表態，強調工作為重、置身事外，其實可能是雙面人與告密者，老闆身邊的「九千歲」。
- 柴犬派：在組織中保有舊思維，面臨新建議或糾正時沒辦法以中立角度看待，並且容易記仇，稱為「柴犬派」
- 綠茶派：平常笑臉迎人，常常誇讚別人，背地裡卻處處反對主管和下屬的意見，私下抹黑造謠，稱作「兩面人」。

## 目的
辦公室政治或操縱的目的，未必總是加薪或陞遷，很多時候，其目的僅僅是更多的權力或對自己一邊的事物有更多控制權，或讓對手不受信任。辦公室政治的目的也未必總是私利，也可因公司利益而起，而這樣做對公司整體而非僅僅個人有利。「一個『操縱者』常會藉由拉攏盡量多的同事進入其計畫中以達成其職涯或個人目標。」盡管不可告人的目的是個人的勝利，但和不知情的同事結盟可增強操縱者的個人地位，並確保自己會是最後被指控做壞事的人。
「辦公室政治是自利行為」，在其中「員工以之增加在組織中得到好的結果的可能。」一些人可能在罔顧組織利益的狀況下，用其個人影響力獲取個人利益。
一些形式的個人利益如下：
- 得到有形利益
- 得到諸如地位等無形利益
- 可影響他人行為的偽權威

## 問題與影響
辦公室政治是企業的主要問題，一個原因是操縱自身工作關係的人，常不惜以公司或團隊為代價，消耗時間和資源以達成自己的目的。
此外，辦公室政治對策略擬定、預算制定、績效管理和領導等重大商業過程會造成嚴重的影響，因為搞辦公室政治的過程會影響公司的資訊流通，在其中資訊會因為操縱者想藉由操縱資訊為自己獲得短期利益之故而受扭曲、誤導或壓制。
辦公室政治有時可能對一部分的個人有利，53%的員工認為搞辦公室政治對自身的個人升遷有利，甚至有人認為可以考慮利用辦公室政治為自己換取利益，但也有研究指出辦公室政治會減少員工成長的機會，甚至導致職業倦怠；另一方面，雖有看法認為引入競爭機制可能激發員工的競爭力（鯰魚效應），但實際上員工內部競爭帶來的效果可能適得其反，而辦公室政治對組織整體百害而無一利，辦公室政治無可避免地會內耗生產力，更會徹底打擊員工的士氣與鬥志，辦公室政治一般是造成工作壓力、摧毀員工士氣及破壞生產力的因素之一，不僅會讓員工出現職業倦怠，甚至會導致員工離職，像例如數學家愛德蒙·蘭道在耶路撒冷希伯來大學期間，曾經因為自己成為馬格尼斯和哈伊姆·魏茨曼以及阿爾伯特·愛因斯坦之間爭奪大學控制權的一個棋子而離開耶路撒冷希伯來大學，並回到哥廷根。當時馬格納建議任命蘭道為耶路撒冷希伯來大學校長，但愛因斯坦和魏茨曼支持塞里格·布羅德斯基，而蘭道對如此的爭權奪利感到厭惡（此外當時耶路撒冷的生活條件也不佳，他的家人難以適應），這種對爭權奪利行為的厭惡，也成為他離開耶路撒冷希伯來大學，回到德國哥廷根的主要原因之一；換句話說，一般而言，辦公室政治及相關的競爭不僅不能帶來更強的競爭力或激發員工的潛能與鬥志，反而會造成工作壓力、摧毀員工的士氣、導致職業倦怠，甚而導致一些人離職，更是摧毀生產力的主要原因之一。據一項統計，英國37%的員工認為辦公室政治是造成工作壓力的原因之一，且是所有造成工作壓力的原因中最多人認可的原因。另一項研究則指出，對Y世代而言，辦公室政治是減損生產力的第二大（39.2%）原因，排名僅次於過量的工作負荷（40.3%），且對女性（43.24%）跟較年輕的Y世代人士（42.39%）而言，辦公室政治是減損生產力的第一大原因；此外，辦公室政治必然伴隨的爭權奪利和種種算計心機，也會嚴重損害個人品德。也會讓人彼此猜疑、失去互信，像台灣媒體人馮賢賢曾回憶：「北一女高中三年，同學之間完全沒有互信，前幾名的學生尤其彼此猜忌，根本沒有學到如何與人相處。」
辦公室政治常與欺騙、背刺、算計、散播八卦等的惡劣行徑相關聯。雖然有人認為辦公室政治無可避免，因此該學著擁抱之；還有人主張，辦公室政治可能對個人有利，甚而建議人們可考慮利用辦公室政治為自己換取更大利益，但人們普遍厭惡辦公室政治，絕大都數的人對辦公室政治都深痛惡絕，人們也以「骯髒」、「醜陋」、「邪惡」等詞彙形容辦公室政治。美國華盛頓郵報曾做一篇調查指出絕大多數的美國員工討厭辦公室政治，其中61%的受訪者表示自己只會不情願地參與辦公室政治，而另外20%的受訪者更表示自己會盡一切代價迴避辦公室政治。
人際衝突在任何社會、任何團體、任何時代中都存在，也就是說，「只要有人，就有恩怨，有恩怨就有江湖，人就是江湖」，也就是「有人的地方就有江湖」，因此儘管辦公室政治帶來的惡鬥對組織整體百害而無一利，但這現象非常普遍，而辦公室政治及伴隨而來的惡鬥也非常常見、基本不可能避免。據統計，台灣67%的員工都曾遭遇職場鬥爭。